# Koerdische dinar
De Koerdische dinar was een niet-erkende munteenheid die na de Golfoorlog van 1990-1991 in de Koerdische Autonome Regio in het noorden van Irak werd gebruikt. De Koerdische dinar was in omloop van 1991 tot 2004.

## Geschiedenis
Vóór de Golfoorlog werden in Zwitserland bankbiljetten voor Irak gedrukt. Na de introductie van sancties tegen Irak in 1991 verloor de regering van het land het vermogen om geld in het buitenland te drukken, dus organiseerde zij de productie in het land, en werden alle voorgaande (“Zwitserse”) uitgaven tussen 5 en 10 mei 1992 uit de circulatie genomen. In de drie noordelijke, Koerdische provincies van Irak bleven de ‘Zwitserse’ bankbiljetten, die in Irak als geheel ongeldig waren verklaard, echter wettig betaalmiddel – aanvankelijk werden ze Koerdische dinars genoemd.
Turkije vreesde echter dat een onafhankelijk Koerdistan in Irak verder zou gaan en een Koerdistan binnen Turkije zou eisen voor grotere autonomie. Ze maakten krachtig bezwaar tegen een autonoom Koerdistan binnen Irak en dreigden het gebied binnen te vallen. De Verenigde Staten van Amerika waren het met Turkije eens, waardoor de plannen voor een onafhankelijk Koerdistan opnieuw werden afgeblazen.

## Munten
De munten werden geslagen in coupures van 1, 10, 100 en 1000 Koerdische dinar.